# Intel·lectualisme moral socràtic
L'intel·lectualisme socràtic o intel·lectualisme moral és el que identifica la virtut amb el coneixement. Segons Sòcrates, era prou el coneixement d'allò just (l'autognosi) per a obrar correctament. Segons aquesta doctrina, les males accions són producte del desconeixement, és a dir, no són voluntàries, car el coneixement d'allò just seria prou per a obrar virtuosament.
L'intel·lectualisme socràtic va dominar el pensament grec fins a l'aparició d'Aristòtil, el qual va introduir elements voluntaristes en la conducta moral.
Segons Sòcrates, n'hi ha prou amb el coneixement d'allò just (l'autognosi) per a obrar correctament. La perfecció humana l'obtenim quan som conscients d'allò que realment val la pena en la vida i, per a això, cal el coneixement i la reflexió. "No és bo el que tothom diu, sinó el que està d'acord amb tu mateix".
Quan una persona adquireix coneixement s'adona que el millor és el bé i que el bé és l'únic que porta a la felicitat. Quan un és un ignorant, s'equivoca a fer la tria de què és més convenient. Segons l'intel·lectualisme moral, si coneixem el bé i les seves excel·lències (procés intel·lectual), ens veurem abocats a practicar-lo (acció moral), ja que “la raó” (i no la passió) sempre empeny cap a la virtut. Només aquell qui ignora que existeix el bé, pot fer el mal.
Segons aquesta doctrina, les males accions són producte del desconeixement: no hi ha persones dolentes, només persones ignorants. Ningú s'equivoca o fa el mal volent o sabent que l'està fent. Així doncs, el saber ens condueix a la virtut (o excel·lència); qui pensa correctament, actua correctament; qui coneix el que és recte, actuarà amb rectitud; qui coneix el que és la justícia, actuarà conforme el que és just.